# Promachus venatrix
Promachus venatrix là một loài ruồi trong họ Asilidae. Promachus venatrix được Hobby miêu tả năm 1936. Loài này phân bố ở vùng nhiệt đới châu Phi.